# 奈良尾町

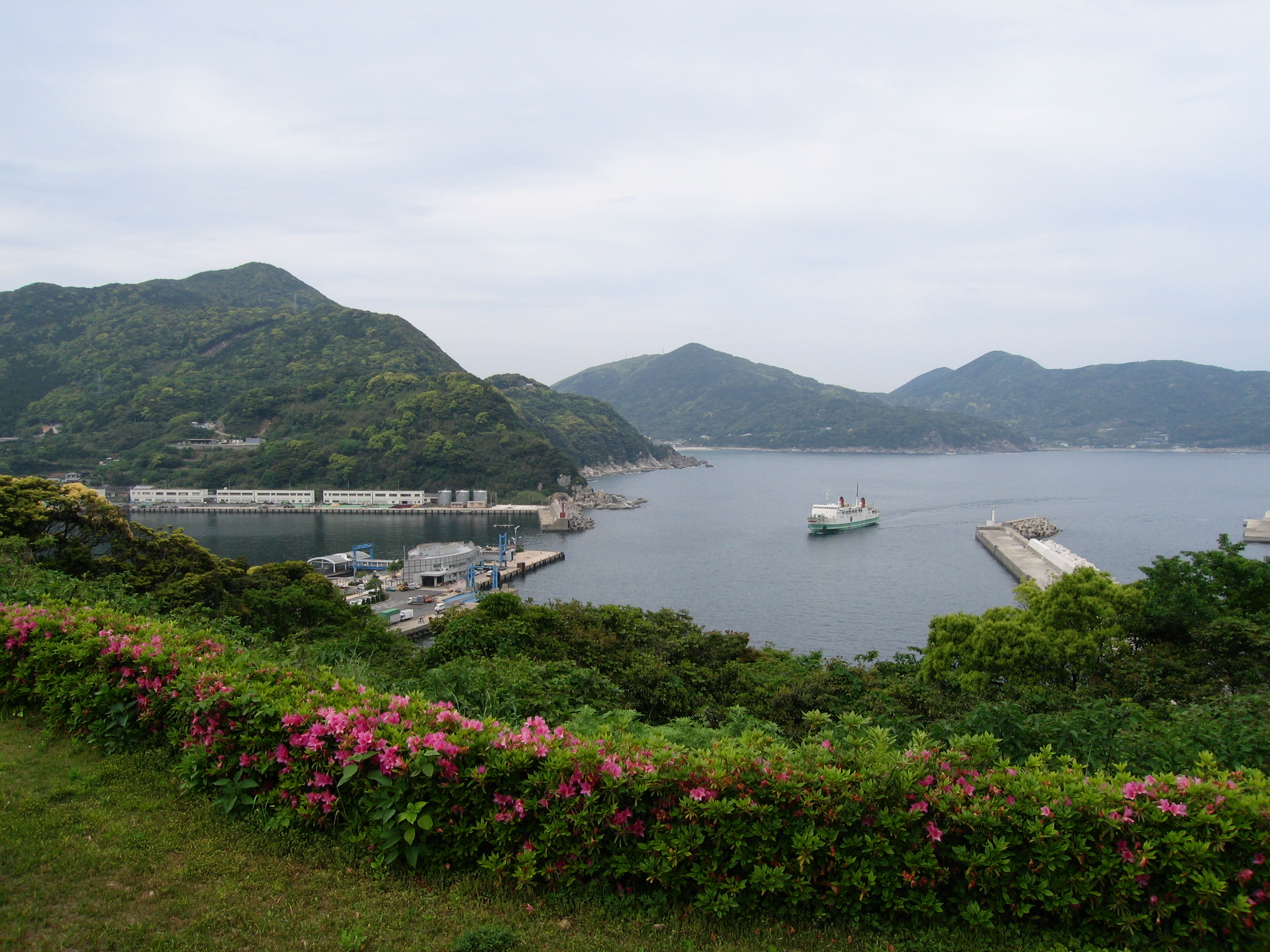
奈良尾港に入港するフェリー

奈良尾町（ならおちょう）は、かつて長崎県の五島列島中通島の南東部にあった町。
2004年8月1日に南松浦郡若松町、上五島町、新魚目町、有川町と合併し新上五島町となった。

## 地理
五島列島の中通島の南東部に位置する。

## 歴史
- 1889年（明治22年）4月1日 - 町村制施行により南松浦郡奈良尾村が成立する。
- 1943年（昭和18年）12月8日 - 町制施行し奈良尾町となる。
- 2004年（平成16年）8月1日 - 若松町、上五島町、新魚目町、有川町の4町と合併し新上五島町となる。

## 姉妹都市
- 広川町（和歌山県）

## 地名
- 岩瀬浦郷
- 奈良尾郷

## 教育
中学校
- 奈良尾町立奈良尾中学校

小学校
- 奈良尾町立奈良尾小学校
- 奈良尾町立岩瀬浦小学校

岩瀬浦小学校は新上五島町に合併された後に奈良尾小学校と統合となった。

## 観光・名所
- ふるさと観光公園
- あこう樹
- 高井旅海水浴場
- 遠見番所跡
- 米山自然公園
- 虎星山自然公園
- 芦山の滝
- 巌頭に立つマリア像
- 福見教会

## 出身有名人
- 五ツ嶋奈良男 - 大関